# 반사각
반사각(反射角)는 투사점이 있어서 그 지점의 표면과 반사광선이 짓는 각이 그 각도는 투사각 곧 입사각과 같다.

## 같이 보기
- 반사